# Нгуен Као Ки
Нгуен Као Ки (вьет. Nguyễn Cao Kỳ; 8 сентября 1930, Тонкай, Французский Индокитай — 23 июля 2011, Куала-Лумпур, Малайзия) — военный и политический деятель Республики Вьетнам (Южный Вьетнам).

## Биография
Прошёл лётную подготовку во Франции и вернулся во Вьетнам в 1954 году. Занимал различные должности в ВВС Республики Вьетнам, пройдя путь от рядового пилота до командующего и маршала авиации. Лично совершал вылеты над Северным Вьетнамом на заброску диверсионных групп, также принял участие в одном из первых воздушных налётов на Северный Вьетнам в феврале 1965 года (во время операции Flaming Dart II).
Ки начал свою политическую карьеру в 1965 году, когда его назначили премьер-министром Республики Вьетнам после добровольного ухода в отставку гражданского правительства. Президентом стал Нгуен Ван Тхиеу, с которым у Ки сложились трудные отношения. Во время пребывания на посту запомнился демонстративной борьбой с коррупцией (несколько взяточников были казнены), но так и не сумел искоренить её. На президентских выборах 1967 года поддержал Тхиеу, и после его избрания стал вице-президентом. Собирался баллотироваться на следующих выборах 1971 года, но в результате политических интриг отказался от своего намерения и ушёл из политики.
После военного поражения Республики Вьетнам в 1975 году Ки бежал в США, где поселился в Калифорнии. В 2004 году стал первым из южновьетнамских политиков, посетившим с визитом Социалистическую Республику Вьетнам, что вызвало осуждение многих представителей южновьетнамской эмиграции. Сам он при этом призывал к примирению коммунистов и антикоммунистов.
Был трижды женат, отец по крайней мере шести детей.
22 июля 2011 года он скончался в больнице Малайзии после тяжелой болезни в возрасте 80-ти лет. Его тело было кремировано. Немного позже его дочь Нгуен Као Ки Зуен перевезла прах в Америку.